# Poinard
Poinard war ein französischer Hersteller von Seitenwagen und Automobilen.

## Unternehmensgeschichte
Das Unternehmen Poinard aus Cachan produzierte Seitenwagen für Motorräder. 1951 begann die Entwicklung eines Automobils. Der Markenname lautete Poinard. 1953 endete die Automobilproduktion.

## Fahrzeuge
Das einzige Automodell war ein Dreirad, bei dem sich das einzelne Rad vorne befand. Der Fahrer saß auf einem Motorradsattel, dahinter war eine Sitzbank für zwei Personen. Für den Antrieb sorgte ein Einzylinder-Zweitaktmotor von Ydral mit 125 cm³ Hubraum und 4 PS, der die Hinterräder antrieb.